# SPD Brandenburg
Die SPD Brandenburg ist der Landesverband der SPD in Brandenburg. Seit der Wiedergründung des Landes im Jahr 1990 stellt die SPD den brandenburgischen Ministerpräsidenten: 1990 bis 2002 Manfred Stolpe, bis 2013 Matthias Platzeck, seitdem Dietmar Woidke.

## Organisation
Die SPD Brandenburg ist in 18 Unterbezirke (Barnim, Brandenburg/Havel, Cottbus, Dahme-Spreewald, Elbe-Elster, Frankfurt/Oder, Havelland, Märkisch-Oderland, Oberhavel, Oberspreewald-Lausitz, Oder-Spree, Ostprignitz-Ruppin, Potsdam-Stadt, Potsdam-Mittelmark, Prignitz, Spree-Neiße, Teltow-Fläming, Uckermark) unterteilt.

### Landesvorstand
Alle zwei Jahre wählt der ordentliche Landesparteitag den Landesvorstand. Der Parteivorsitzende, die Stellvertreter, der Generalsekretär und der Schatzmeister werden in Einzelwahlgängen gewählt. Alle weiteren Mitglieder dieses Gremiums werden im Listenwahlverfahren gewählt.

## Geschichte

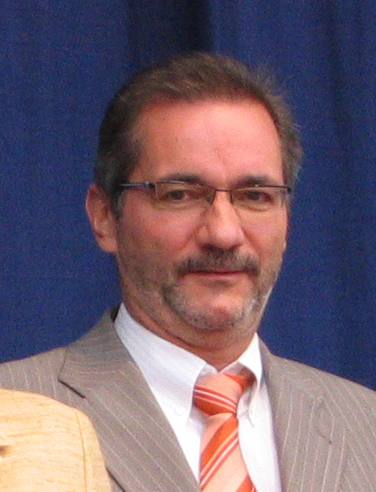
Matthias Platzeck, langjähriger Landesvorsitzender (2000–2013) und Ministerpräsident (2002–2013)

Am 7. Oktober 1989 wurde im Pfarrhaus des Brandenburger Dorfes Schwante (Kreis Oranienburg) von 43 Oppositionelle noch unter den Bedingungen der Illegalität die 'Sozialdemokratische Partei in der DDR - SDP' gegründet.  Es wurde ein Vorstand mit Stephan Hilsberg als Ersten Sprecher, Angelika Barbe, Markus Meckel als Zweite Sprecher gewählt.

### Landesvorsitzende
| Jahre     | Vorsitzender      |
| --------- | ----------------- |
| 1990–2000 | Steffen Reiche    |
| 2000–2013 | Matthias Platzeck |
| seit 2013 | Dietmar Woidke    |

### Regierungsverantwortung
Seit der Neugründung des Landes Brandenburg 1990 wurde bisher jede Landesregierung von der SPD geführt:
- Kabinett Stolpe I: Koalition mit Bündnis 90 und FDP
- Kabinett Stolpe II: Alleinregierung
- Kabinett Stolpe III: Koalition mit CDU
- Kabinett Platzeck I und II: Koalition mit CDU
- Kabinett Platzeck III: Koalition mit Die Linke
- Kabinett Woidke I und II: Koalition mit Die Linke
- Kabinett Woidke III: Koalition mit CDU und den Grünen
- Kabinett Woidke IV: Koalition mit BSW

### Ergebnisse bei den Landtagswahlen
| Ergebnisse der Landtagswahlen | Ergebnisse der Landtagswahlen | Ergebnisse der Landtagswahlen | Ergebnisse der Landtagswahlen |
| Jahr                          | Stimmen                       | Sitze                         | Spitzenkandidat               |
| ----------------------------- | ----------------------------- | ----------------------------- | ----------------------------- |
| 1990                          | 38,2 %                        | 36                            | Manfred Stolpe                |
| 1994                          | 54,1 %                        | 52                            | Manfred Stolpe                |
| 1999                          | 39,3 %                        | 37                            | Manfred Stolpe                |
| 2004                          | 31,9 %                        | 33                            | Matthias Platzeck             |
| 2009                          | 33,0 %                        | 31                            | Matthias Platzeck             |
| 2014                          | 31,9 %                        | 30                            | Dietmar Woidke                |
| 2019                          | 26,2 %                        | 25                            | Dietmar Woidke                |
| 2024                          | 30,9 %                        | 32                            | Dietmar Woidke                |

## Personen
- Günter Baaske, 2014–2017 Minister für Bildung, Jugend und Sport; 2009–2014 Minister für Arbeit, Soziales, Frauen und Familie in Brandenburg; 2002–2004 Minister für Arbeit, Soziales, Gesundheit und Frauen in Brandenburg
- Gunter Fritsch, 1997–1999 Minister für Ernährung, Landwirtschaft und Forsten in Brandenburg, Präsident des Landtages Brandenburg 2004–2014
- Regine Hildebrandt († 2001), „Mutter Courage (des Ostens)“, 1990 Ministerin für Arbeit und Soziales der Regierung de Maizière und 1990–1999 Ministerin für Arbeit, Soziales, Gesundheit und Frauen Brandenburg
- Klaus Ness († 2015), 2013–2015 Fraktionsvorsitzender im Landtag Brandenburg, davor Generalsekretär 2006–2013
- Matthias Platzeck, 2002–2013 Ministerpräsident von Brandenburg
- Steffen Reiche, 1994–1999 Minister für Wissenschaft, Forschung und Kultur Brandenburg und 1999–2004 Minister für Bildung, Jugend und Sport in Brandenburg
- Karl-Heinz Schröter, 2014–2019 Minister des Innern und für Kommunales in Brandenburg; zuvor 1994 bis 2014 Landrat des Landkreises Oberhavel und Vorsitzender des Landkreistages Brandenburg
- Britta Stark, 2014 bis 2019 Präsidentin des Landtages Brandenburg
- Manfred Stolpe, 1990–2002 Ministerpräsident in Brandenburg und 2002–2005 Bundesminister für Verkehr, Bau und Wohnungswesen
- Rainer Speer, 2004–2009 Finanzminister in Brandenburg, 2009–2010 Innenminister in Brandenburg
- Jörg Vogelsänger, 2014–2019 Minister für Ländliche Entwicklung, Umwelt und Landwirtschaft, davor 2010–2014 Minister für Infrastruktur und Landwirtschaft in Brandenburg

## Belege
1. ↑  Brandenburger Parteien melden deutlich mehr Eintritte. Rundfunk Berlin-Brandenburg, 7. Februar 2025, abgerufen am 8. Februar 2025.
2. ↑  Aufbruch in Schwante: SDP-Gründung mit Stasi-Beteiligung. 9. Oktober 2014, abgerufen am 16. Mai 2023.
3. ↑  Ergebnisse der Landtagswahlen in Brandenburg